# Уэдраого, Жан-Батист
Жан-Батист Филипп Уэдраого (фр. Jean-Baptiste Philippe Ouédraogo; JBO) (род. 30 июня 1942) — бывший президент Верхней Вольты (с 1984 Буркина-Фасо). Занимал должность с 8 ноября 1982 по 4 августа 1983 года. Был свергнут в результате военного переворота, осуществлённого Блезом Компаоре и Тома Санкарой.

## Карьера врача
Родился 30 июня 1942 года в Кая, Французская Западная Африка, в семье моси. Учился медицине в республике Кот-д'Ивуар, в Школе военно-морской медицины в Бордо (Франция), а затем прошёл специализацию по педиатрии в Страсбургском университете. С 1976 по 1977 год был главным врачом в педиатрическом отделении больницы Ялгадо-Уэдраого в столице, Уагадугу Затем он отправился в 1981 году в город Мюлуз и специализированную клинику педиатрии. Окончил учебу со степенью доктора медицины, а так же со степенью в области спортивной медицины, педиатрии и защиты детей. После возвращения из Франции в феврале 1982 года стал военным медиком в звании майора и главным врачом в военном госпитале в Уагадугу.

## Президент
8 ноября 1982 года в результате произошедшего накануне военного переворота стал председателем Временного комитета национального спасения фр. Comité intérimaire du salut national. 26 ноября 1982 года он был провозглашён главой государства (фр. Chef d'état) и 10 января 1983 года назначил премьер-министром придерживающегося радикально левых взглядов капитана Тому Санкару. Однако под влиянием визита в страну французского президентских советников по делам Африки Жана-Кристофа Миттерана (сына президента Ф. Миттерана и Гая Пенна 16 мая 1983 года отстранил от обязанностей «слишком радикального» премьер-министра Тома Санкару за радикально левые взгляды и поместил его под домашний арест; близкие к нему офицеры Зонго и Лингани, проливийские и антифранцузские члены Комитета национального спасения также были арестованы. Пост премьер-министра был упразднён. Арест популярного главы правительства вызвало массовые демонстрации жителей Уагадугу. Они были подавлены, но положение властей стало крайне шатким.
27 мая Уэдраого объявил о разработке новой конституции в течение шести месяцев, затем к выборам, возвращению к гражданскому правлению и освобождению политических заключенных, Комитет национального спасения был распущен. Вскоре Т. Санкара был освобождён, но затем снова арестован, а его сторонники уволены из правительства.
4 августа 1983 года произошёл новый переворот, организованный Блезом Компаоре в пользу своего друга Т. Санкары, в результате которого Ж.-Б. Уэдраого (после боя в президентском дворце) был отстранён от власти.
23 августа Уэдраого был официально снят с поста министра национальной обороны, и его преемником стал Жан-Батист Букари Лингани. Через два дня его уволили из армии и арестовали.

## Дальнейшая жизнь
С 1983 по 1985 год находился в тюремном заключении в г. По (провинция Нахури), в 150 км к югу от столицы, а с 1985 по 1987 — под домашним арестом.
Вернулся к медицине и основал 14 мая 1992 года клинику Notre-Dame de la Paix в Уагадугу, где работает сам вместе с двумя своими сыновьями. Экс-президент страны Сангуле Ламизана скончался 27 мая 2005 года в возрасте 89 лет именно в этой клинике.
Хотя политикой не занимался, но в ноябре 2012 года выступил с речью от имени своего и другого бывшего президента, Сайе Зербо, выразив озабоченность по поводу коррумпированности властей Буркина-Фасо за предыдущие годы, и обвинив лидеров страны в бездействии по этому вопросу.
В начале 2014 года пытался выступать посредником в конфликте президента Блеза Компаоре и оппозиции, однако успеха не имел, в октябре того же года Б. Компаоре был свергнут.
В 2020 году выпустил книгу воспоминаний «Ma part de vérité» (Моя доля правды).
Женат, имеет трёх детей.